# Pogonocerus thoracicus
Pogonocerus thoracicus es una especie de coleóptero de la familia Pyrochroidae.

## Distribución geográfica
Habita en Rusia.